# Доње Ново Село (Ђаковица)
Доње Ново Село (алб. Novosellë e Ulët) је насељено место у општини Ђаковица, на Косову и Метохији. Према попису становништва из 2011. у насељу је живело 532 становника.

## Становништво
Према попису из 2011. године, Доње Ново Село има следећи етнички састав становништва:
| Националност | 2011.        |
| Албанци      | 532 (100,0%) |
| Укупно       | 532          |

| Демографија | Демографија | Демографија |
| Година      | Становника  | Становника  |
| ----------- | ----------- | ----------- |
| 1948.       | 337         |             |
| 1953.       | 367         |             |
| 1961.       | 436         |             |
| 1971.       | 548         |             |
| 1981.       | 766         |             |
| 1991.       | 933         |             |
| 2011.       | 532         |             |